# Нака (лёгкий крейсер)
Нака (яп. 那珂) — японский лёгкий крейсер, третий и последний из серии крейсеров типа «Сэндай». Служил в императорском флоте Японии во время Второй мировой войны. Назван в честь реки Нака, протекающей в префектурах Тотиги и Ибараки на востоке Японии. Флагманский корабль флотилии эсминцев.

## Предыстория
Крейсера типа «Сэндай» строились в Японии в рамках программы «восемь-восемь»: первый корабль планировалось принять на вооружение в 1921 году, однако Вашингтонское морское соглашение привело к отмене строительства сначала последних четырёх крейсеров данного типа, а потом и четвёртого крейсера. Японский флот в итоге решил сконцентрироваться на строительстве тяжёлых крейсеров.

## Характеристики
Лёгкие крейсера типа «Сэндай» были дальнейшим продолжением серии лёгких крейсеров «Нагара» водоизмещением 5500 т, сохраняя похожий внешний вид, энергетическую установку и вооружение. Их котлы, однако, располагались более удачно: у них было 4 паровых турбины, а не 3, что давало более высокую скорость 35 узлов. «Сэндай» и «Дзинцу» можно было узнать по носу с наклонным форштевнем, а у достроенной в конце «Наки» был нос с развалом бортов, более характерный для тяжёлых крейсеров.
У каждого корабля на носу был ангар для взлёта гидросамолётов, однако до установки специальной катапульты в 1929 году ни один подобный крейсер гидросамолёты не перевозил. Позже катапульту убрали, а между 1934 и 1937 годами катапульту установили на задней палубе. Вооружением были семь 140-мм корабельных орудий Тип 3 с защитными щитами, два 76-мм корабельных орудия Тип 41 без щитов и два 13,2-мм зенитные пулемёты Тип 93. Торпедное вооружение — восемь торпед Тип 93 в четырёх сдвоенных торпедных аппаратах, позже были сделаны два счетверённых аппарата. Броня — 64 мм для броневого пояса и 29 мм для броневой палубы.

## Служба
Крейсер «Нака» построен компанией Mitsubishi в Йокогаме 30 ноября 1925 года. 26 ноября 1941 года стал флагманом 4-й флотилии эсминцев под командованием контр-адмирала Сёдзи Нисимуры. Во время нападения на Перл-Харбор участвовал во вторжении на Южные Филиппины в составе 3-го флота вице-адмирала Ибо Такахаси, сопровождая транспортные суда с личным составом 48-й пехотной дивизии на борту. Крейсер был слегка повреждён в результате штурмовки со стороны бомбардировщиков Boeing B-17, истребителей Seversky P-35 и Curtiss P-40 Дальневосточных сил ВВС США в составе воздушных сил Армии США.
В январе 1942 года 4-я флотилия эсминцев участвовала в высадке в Голландскую Ост-Индию, сопровождая 2-й отряд морской пехоты из Куре и бригаду Сакагути, которые участвовали в боях за Таракан и Баликпапан (Борнео). 24 января 1942 года во время высадки японцев в Баликпапане подлодка HNLMS K XVIII КВМС Нидерландов, находившаяся в надводном положении из-за плохой походы, выпустила четыре торпеды в крейсер «Нака», но промахнулась. Адмирал Нисимура приказал крейсеру и эсминцам нагнать подлодку, но не успел. В ответ 5-я оперативная группа ВМС США в составе эсминцев «Пэрротт», «Поуп», «Джон Д. Форд» и «Пол Джонс» атаковала незащищённый конвой, потопив несколько транспортных судов. В конце февраля того же года 4-я флотилия сопровождала транспортные корабли с личным составом 48-й пехотной дивизии для последующей японской высадки на Макасар, Целебеш и восток Явы. Во главе конвоя шли 2-я флотилия эсминцев, возглавляемая лёгким крейсером «Дзинцу», и тяжёлые крейсеры «Нати» и «Хагуро».
«Нака» же в это время участвовала в битве в Яванском море против нидерландского флота, сражаясь 27 февраля в самой гуще событий. В тот день в 15:47 в бой вступили, помимо крейсеров «Хагуро», «Нати» и «Дзинцу», эсминцы «Инадзума», «Юкикадзэ», «Токицукадзэ», «Амацукадзэ», «Хацукадзэ», «Усио», «Садзанами», «Ямакадзэ» и «Кавакадзэ». Со стороны нидерландского флота под командованием контр-адмирала Карела Доормана выступали два тяжёлых крейсера «Эксетер» и «Хьюстон», три лёгких крейсера «Де Рёйтер» (флагманский корабль), «Ява» и «Перт» и девять эсминцев «Электра», «Энкаунтер», «Джупайтер», «Кортенар», «Витте де Витт», «Олден», «Джон Д. Эдвардс», «Джон Д. Форд» и «Пол Джонс». В 16:03 в бой вступили «Нака» и эскадра эсминцев: «Асагумо», «Минэгумо», «Мурасамэ», «Харукадзэ», «Самидарэ» и «Юдати». Сначала были 43 торпеды Тип 93 с расстояния около 14,8 км, которыми был потоплен эсминец «Кортенар». Было выпущено всего 72 торпеды с учётом 8 торпед с «Наки», но японцы умудрились не попасть ни разу после этого залпа. «Асагумо» сблизился на расстояние выстрела с «Электрой» и в результате боя потопил орудийными залпами британский эсминец, а «Джупайтер» пошёл ко дну после взрыва голландской морской мины. Ближе к полуночи были торпедированы «Де Рёйтер» и «Ява», в результате попадания торпед сдетонировали боеприпасы на бортах судов. Бой продолжился на следующий день уже в Зондском проливе, но в нём «Нака» не участвовала.
В марте того же года крейсер «Нака» патрулировал акваторию между Явой и Целебешем, однако 14 марта экипажу поступил приказ возглавить силы для вторжения на остров Рождества. В поход отправились собственно «Нака», крейсеры 16-го дивизиона «Нагара» и «Натори», эсминцы 9-го дивизиона «Минэгумо» и «Нацугумо», эсминцы 22-го дивизиона «Сацуки», «Минадзуки», «Фумидзуки» и «Нагацуки», эсминцы 16-го дивизиона «Амацукадзэ» и «Хацукадзэ», танкер «Акебоно-мару» и транспортные корабли «Кимисима-мару» и «Кумагава-мару». 31 марта 1942 года высадка прошла без сопротивления, однако находившаяся неподалёку американская субмарина «Сивулф» сделала два торпедных залпа по «Наке». Первые четыре прошли мимо в первый день, а 1 апреля после выпуска двух торпед одна попала в правый борт крейсера рядом с бойлером № 1. «Натори» отбуксировал повреждённое судно в залив Бантам (Ява) на ремонт, а затем собственными силами «Нака» добралась до Сингапура. Ущерб был настолько серьёзным, что судно ушло на ремонт в июне и оставалось в резерве флота до апреля 1943 года.
Спустя ровно год после атаки у острова Рождества «Нака» была включена в 14-й крейсерский дивизион контр-адмирала Кендзо Ито, прибыв на острова Трук 30 апреля вместе с крейсером «Исудзу». В течение нескольких последующих месяцев «Нака» перевозила войска между Маршалловыми островами и Науру. 21 октября «Нака» и «Исудзу» вышли из Шанхая, охраняя конвой из транспортных средств. 23 октября конвой был перехвачен субмариной «Шад» в Восточно-Китайском море, которая выпустила 10 торпед, но ни одна из них не попала в крейсера. 3 ноября в 60 морских милях (111 км) к северу от Кавиенга бомбардировщики B-24 Liberator 13-й воздушной совершили авианалёт на конвой: «Нака» чудом не пострадала. 5 ноября конвой прибыл в Рабаул, когда туда совершили налёт американские самолёты. Небольшой ущерб «Нака» получила от пикирующих бомбардировщиков, взлетевших с палуб авианосцев «Саратога» и «Принстон». 23 ноября крейсер покинул воды острова Понпей и отправился к атоллу Тарава с подкреплениями, однако ещё до подхода «Наки» американцы заняли остров.
С 17 по 18 февраля 1944 года «Нака» помогала лёгкому крейсеру «Агано», который был торпедирован за сутки до этого субмариной «Скейт». Сразу же после отхода «Наки» на Трук был совершён авианалёт силами 58-й оперативной группы, в ходе которого были потоплены 10 боевых кораблей (два крейсера, четыре эсминца и четыре вспомогательных судна) и 31 транспорт, уничтожены 200 самолётов и повреждены более 100. Вследствие этого японская база на островах Трук была уничтожена полностью. В 35 морских милях (65 км) к западу от островов на «Наку» совершили налёт три волны самолётов типа «Curtiss SB2C Helldiver» и «Grumman TBF Avenger» с бортов авианосцев «Банкер-Хилл» и «Коупэнс». Экипаж отбил две волны, но в ходе третьей в корабль попали торпеда и авиабомба. В результате взрыва крейсер раскололся надвое и затонул.
Около 240 членов экипажа погибли, около 210 во главе с капитаном Сутэдзавой были приняты на борт американскими патрульными судами. Крейсер «Нака» был исключён из списка Императорского флота 31 марта 1944 года.